# Alchemilla lorata
Alchemilla lorata é uma espécie de rosácea do gênero Alchemilla, pertencente à família Rosaceae.